# Le Chambon-sur-Lignon
Le Chambon-sur-Lignon je město v departementu Haute-Loire (region Auvergne) v jižní Francii. Ve městě se nachází škola Collège Cévenol Lycée International, která byla založena v roce 1938.
Původně hugenotské město se stalo útočištěm pro mnoho Židů, kteří prchali před nacisty za druhé světové války.

## Historie
Pod vedením místního evangelického faráře André Trocmého a jeho ženy Magdy od roku 1942 riskovali občané tohoto města své životy, když ukrývali Židy, kteří měli být deportováni do koncentračních táborů. Židy ukrývali v soukromých domech, na farmách v okolí a také ve veřejných budovách. Když měli provádět nacisté prohlídky domů, ukryli uprchlíky na venkově. Po válce prohlásil jeden z obyvatel: „Jakmile vojáci odešli, odešli jsme do okolních lesů a začali zpívat smluvenou písničku. Když ji Židé uslyšeli, věděli, že se mohou bezpečně vrátit do domů.“
Občané navíc obstarávali pro uprchlíky falešné doklady a pomáhali jim překročit hranice do neutrálního Švýcarska. Někteří z obyvatel byli zatčeni gestapem, např. Daniel Trocmé, bratranec André Trocmého, který byl odvlečen do koncentračního tábora Majdanek, kde byl zabit.
Odhaduje se, že občané Le Chambon-sur-Lignon zachránili 3.000 až 5.000 lidí před jistou smrtí. V roce 1990 bylo město oceněno titulem Spravedlivý mezi národy.

## Vývoj počtu obyvatel
Počet obyvatel

## Partnerská města
- Fislisbach
- Mejtar